# فيانويفا دي ترابوكو
بلدية فيانويفا دي ترابوكو (بالإسبانية: Villanueva del Trabuco) هي بلدية تقع في مقاطعة مالقة التابعة لمنطقة أندلوسيا جنوب إسبانيا.

## الديموغرافيا
بلغ عدد سكان بلدية فيانويفا دي ترابوكو 5.424 نسمة عام 2011 (وفقاً للمعهد الوطني الإسباني للإحصاء).
| 4.674 | 4.753 | 4.723 | 5.113 | 5.306 | 5.408 | 5.424 |